# Åsgardsholmen
Åsgardsholmen est une île dans le landskap Sunnhordland du comté de Vestland. Elle appartient administrativement à Kvinnherad.

## Géographie
Rocheuse et désertique à l'exception d'un gros bosquet dans son centre nord, à fleur d'eau, elle s'étend sur environ 162 m de longueur pour une largeur approximative de 126 m.